# Bilaspur (stad in Haryana)
Bilaspur is een census town in het district Yamuna Nagar van de Indiase staat Haryana. 

## Demografie
Volgens de Indiase volkstelling van 2001 wonen er 9620 mensen in Bilaspur, waarvan 53% mannelijk en 47% vrouwelijk is. De plaats heeft een alfabetiseringsgraad van 65%. 